# Abatus curvidens
Abatus curvidens là một loài cầu gai thuộc họ Schizasteridae. Lớp vỏ của chúng được bao phủ bởi gai. Loài này thuộc chi Abatus và sống ở biển. Abatus curvidens được Ole Mortensen mô tả khoa học lần đầu tiên năm 1836.